# 陳一諮
陈一諮（1940年7月20日—2014年4月14日），出生于四川成都，陕西省三原县人，毕业于北京大学，曾經担任中国经济体制改革研究所所長、中国改革开放基金会中方主席、中國政治體制改革研究會副會長等职。他被認為是1980年代在中国主持农村、经济和体制改革的智囊首脑，农村体制改革的主推手，受到胡耀邦和趙紫陽等中國共產黨改革派領導人的器重。在六四天安门事件中反对武力镇压学生，於6月4日以辭職及退黨明志，被迫流亡美国，后遭到李鹏秘密通缉。2002年發現罹患癌症，於病中撰寫《陈一谘回忆录》於2013年六四前夕出版。

## 生平

### 早年
陈一諮1940年出生于四川成都，1959年起先后就读于北京大学物理系和中文系。
1965年因给毛泽东写一封《对党和政府的若干意见》的长信，批评中国共产党、国家生活中的不民主，被定性为“反革命分子”，在文化大革命中遭到批鬥。
1969年至1978年被分配到河南省农村改造，后来在河南驻马店地区文教局任科长，兼任确山县瓦岗人民公社书记和驻马店地区农校（原国家科委干校）校长，期间对中国的经济、教育、社会问题做了大量调查研究。

### 改革开放后
1980年代，陈一谘积极推动中国改革，为改革开放出谋划策，1984年底策划成立中国经济体制改革研究所（简称体改所）并于1985年接替高尚全担任所长。体改所与中国经济体制改革研究所与农村研究发展中心、中信国际所和北京青年经济学会合称「三所一會」，是時任中共總書記赵紫阳的四大核心幕僚机构。陈一谘还表示，体改所曾组织了一支200人的调查队伍，到各省查阅了党内文件和记录，得出大约有4300万-4600万人死于“三年大饥荒”。
1989年八九民運爆发后，陈一谘联合各界人士反对武力镇压，并以「三所一会」的名义发表了《关于时局的六点声明》；学运遭武力镇压后，陈一谘被李鹏定为赵紫阳的“黑线”和学生运动之“黑手的枢纽”而成为头号秘密通缉犯。6月4日凌晨3时，在鎮壓進行時，陈一谘撰寫《我的辭職和退黨聲明》發表，指责以李鹏等既得利益者发动军事政变「清算革命」，「中共公开以人民为敌，屠杀手无寸铁、和平请愿的民众，已堕落为法西斯式的政党」。中共元老万里當時托人带口信“留得青山在，不怕没柴烧”，陈一谘因此於6月5日逃至海南省，經法国转逃美国並流亡海外。

### 流亡海外
1989年在法国巴黎筹组“民主中国阵线”，1990年4月，和臺灣旅美學者余英時發起並組建了獨立學術組織「當代中國研究中心」，希望組織一批有志者推動中國制度變革和民主進程。
2002年發現罹患淋巴癌。2008年3月，《北京之春》4月号上，陈一咨与王丹、杨建利、胡平、郭罗基、吾尔开希、张伟国、刘刚、陈小平、吴仁华、刘念春、傅申奇、易改、蔡桂华、魏泉宝、王军涛十六人联名，向中国外交部发出公开信。要求政府依照宪法和法律，以及对国际社会的义务，恢复或者延期他们的中国护照，可以自由进出国境、行使公民权利。2009年曾計畫返回中國大陸醫療，中國政府提出以「寫保證書」為返國條件。陳一諮拒絕接受，表示此為「把自己放進一個生活條件較好的牢獄」「我堅持了這麼多年，我不能出賣靈魂呀。」
2013年5月下旬，出版70余万字的《陈一谘回忆录》，回顾其出生的1940年代到1989年六四天安门事件約半世紀的经历，該書披露的歷史祕辛，打破中共官方诸多禁忌，並澄清一些传闻，並說明對中國民主進程的看法。
2014年4月14日，美西時間下午3點，在洛杉磯家中病逝。

## 观点
评价毛泽东：
陈一諮说毛泽东在夺取政权之前大谈民主，为的是争取人心；成功夺权后，中国大陆不仅从根本上摧毁了历史上流传下来的各种政治组织、经济组织、宗亲组织和经济组织，并且还通过不断的政治运动清除中共党内外有不同思想的人，使民主发展失去了成长的环境，大大阻碍了中国社会进步。
谈赵紫阳：
陈一諮指出，从1978年开始到1988年，中国经济改革的众多方案主要由赵紫阳等人主导制定，赵紫阳是中国经济改革主要的設計者、推動者和執行者。
谈李鵬：
「我曾和李鹏有很多接触，他这样无德、无才、无能的人能当上中国国家领导人，只有在中国这种特定的制度环境下才有可能，当然他扮演了历史上一个很耻辱的角色。我觉得他早晚会被钉在耻辱柱上，这是毫无疑问的。李鹏之所以把我定为头号秘密通缉犯，理由是很可笑的，他认为我是赵紫阳的‘黑线’和学生运动的‘黑手的枢纽’，其实我当时所做的事情，一方面和政府官员沟通，希望和平解决问题；一方面派联络员和各高校沟通，希望学生退出广场，总不希望流血的局面发生，谁知道中国还是发生了我们最不愿意见到的情况，“六·四事件”是中国人一个永远的伤痛，虽然过去这么多年了，我相信中国人是忘不了这段历史的。」
評價中華人民共和國建政：
他認為，中國自1949年中華人民共和國建政以来，打下了一个「抵御民主制度的根基」。「为什么从鸦片战争后，那么多人为了争取中国的民主和自由都牺牲了，到现在中国依然没能实现民主，这是有非常深刻的原因的。因为在1949年之后，毛泽东把中国社会几千年来发育出的政治、经济、法律、宗亲组织全部都扼杀和破坏了，所以使得中国的基层社会缺少民主的元素。」
談六四天安门事件及影響：
「因为镇压了八九，所以现在出现了官员腐败及引发的全民腐败、贫富悬殊、社会没有正义和公理、道德沦落、环境破坏等，一代人失去了理想，没有了正义的声音。这些问题的存在都和当年强力镇压了学生和民众的合理要求，而后没有了任何舆论自由、权力不受制衡有极大的关系。」
「當然李鵬把我當成頭號通緝犯，他認為我鼓吹包產到戶，破壞了人民公社的集體經濟；鼓吹經濟改革，破壞公有制；鼓吹政治改革，破壞黨的領導，所以實際上八九事件的發生，就是中共既得利益者清算十年改革的一場『非法的軍事政變』，當年我這麼認為，現在我仍然這麼認為 。」
谈中國前途：
陳認為，虽然目前中国大陆的经济发展速度很快，但想要从根本上解决很多深层次的问题，必须要进行政治改革，否则中国要面临一波又一波的危机。他还对目前习李体制下新的一轮反“普世价值”、反“宪政”等左潮言论的出现给予警示，他说“批判西方的宪政就像‘螳臂挡车’，只有在一个信息封闭的社会才能用这种蒙昧的作法欺骗民众，在一个开放的社会，大家在各种信息的基础上对历史有比较，会逐渐走上人类社会发展的主流。「慈禧太后晚年人們享受的言論、新聞、結社的自由甚至比現在還要多，220年前法國《人權宣言》就指出：無視、忽視或蔑視人權，是公眾不幸和政府腐敗的唯一原因。」

## 重要著作
- 《陈一咨回忆录》，香港新世纪出版社，2013年5月24日，ISBN 978-988-15571-4-8：全书共70多万字，书中内容包括他前半生参与中国经济和政治改革等方面的个人经历，以及后半生流亡海外后对中国民主化的思考。[17][6]